# Otopharynx tetraspilus
Otopharynx tetraspilus är en fiskart som först beskrevs av Trewavas, 1935.  Otopharynx tetraspilus ingår i släktet Otopharynx och familjen Cichlidae. IUCN kategoriserar arten globalt som livskraftig. Inga underarter finns listade i Catalogue of Life.